# Liste der Abgeordnetenhauswahlkreise in Berlin 2001
Die Liste der Abgeordnetenhauswahlkreise in Berlin 2001 enthält die Wahlkreisverbände und die Wahlkreise für die 15. Wahl des Abgeordnetenhauses von Berlin am 21. Oktober 2001.

## Grundlagen
Bei den Wahlen zum Berliner Abgeordnetenhaus bildet jeder der zwölf Bezirke einen Wahlkreisverband. Der Berliner Senat bestimmt vor jeder Wahl auf Basis der aktuellen Bevölkerungszahlen, wie viele Wahlkreise in jedem Wahlkreisverband eingerichtet werden. Die Abgrenzung der Wahlkreise wird eigenverantwortlich von den Bezirken vorgenommen.
Nach der derzeitigen Gesetzeslage gehören dem Berliner Abgeordnetenhaus 130 Abgeordnete an. Hiervon werden 52 über Landeslisten (Zweitstimme) und weitere 78 über Wahlkreise in den 12 Wahlkreisverbänden gewählt. Der Wahlkreiskandidat mit der relativen Mehrheit der Erststimmen ist jeweils gewählt. Bei Stimmgleichheit entscheidet das Los, das der Bezirkswahlleiter zieht.
Im Gegensatz zu der Regelung der Bundestagswahl sieht das Landeswahlgesetz Ausgleichsmandate vor, wenn eine Partei mehr Wahlkreisabgeordnete stellt, als ihr nach der Zweitstimme zustehen würden (Überhangmandate). Es ist also immer sichergestellt, dass die Stärke der Fraktionen dem Zweitstimmenergebnis entspricht.

## Wahlkreisverbände und Wahlkreise
Durch die zum 1. Januar 2001 vollzogene Gebietsreform, bei der sich die Zahl der Berliner Stadtbezirke von 23 auf 12 verringerte, verringerte sich im Vergleich zu Wahl von 1999 dementsprechend auch die Zahl der Wahlkreisverbände von 23 auf 12. 2 Wahlkreisverbände (Mitte und Friedrichshain-Kreuzberg) bestanden nunmehr aus Wahlkreisen, die früher jeweils in Ost- oder Westberlin gelegen hatten. Durch die Bildung neuer Stadtbezirke entstanden auch neue Wahlkreisverbands- und Wahlkreisnamen, im Gegenzug verschwanden einige Wahlkreisbezeichnungen, die teilweise seit Jahrzehnten bestanden hatten. Lediglich die Wahlkreisverbände Neukölln, Spandau und Reinickendorf blieben analog der Stadtbezirke zunächst in der Wahlkreisaufteilung und -bezeichnung von 1999 bestehen.
| Nr. | Wahlkreisverband           | Anzahl Wahlkreise |
| --- | -------------------------- | ----------------- |
| 1   | Mitte                      | 7                 |
| 2   | Friedrichshain-Kreuzberg   | 5                 |
| 3   | Pankow                     | 8                 |
| 4   | Charlottenburg-Wilmersdorf | 7                 |
| 5   | Spandau                    | 5                 |
| 6   | Steglitz-Zehlendorf        | 7                 |
| 7   | Tempelhof-Schöneberg       | 7                 |
| 8   | Neukölln                   | 6                 |
| 9   | Treptow-Köpenick           | 6                 |
| 10  | Marzahn-Hellersdorf        | 7                 |
| 11  | Lichtenberg                | 7                 |
| 12  | Reinickendorf              | 6                 |

### Wahlkreisverband Mitte
| Wahlkreis | Gebiet                                                              | Wahlkreise 1999 |
| --------- | ------------------------------------------------------------------- | --------------- |
| Mitte 1   | Hackescher Markt, Bereich nördlich der Spree aufwärts               | Mitte 1         |
| Mitte 2   | Alexanderplatz, Potsdamer Platz, Bereich südlich der Spree aufwärts | Mitte 2         |
| Mitte 3   | Tiergarten, Hansaviertel                                            | Tiergarten 2    |
| Mitte 4   | Moabit                                                              | Tiergarten 1    |
| Mitte 5   | Schillerpark, Rehberge                                              | Wedding 1       |
| Mitte 6   | Soldiner Straße, an der Panke entlang                               | Wedding 2       |
| Mitte 7   | Gesundbrunnen, Humboldthain, Scheringgelände                        | Wedding 3       |

### Wahlkreisverband Friedrichshain-Kreuzberg
| Wahlkreis                  | Gebiet                                                                                  | Wahlkreise 1999  |
| -------------------------- | --------------------------------------------------------------------------------------- | ---------------- |
| Friedrichshain-Kreuzberg 1 | Alexandrinenstraße, Zossener Straße, Hallesches Tor, Ritterstraße                       | Kreuzberg 1      |
| Friedrichshain-Kreuzberg 2 | Friesenstraße, Wiener Straße, Urbanhafen, Willibald-Alexis-Straße                       | Kreuzberg 2      |
| Friedrichshain-Kreuzberg 3 | Stallschreiberstraße, Skalitzer Straße, Urbanhafen, Gneisenaustraße, Alexandrinenstraße | Kreuzberg 3      |
| Friedrichshain-Kreuzberg 4 | Strausberger Platz, Thaerstraße, Warschauer Straße                                      | Friedrichshain 1 |
| Friedrichshain-Kreuzberg 5 | S-Bahnhof Frankfurter Allee, Thaerstraße, Warschauer Straße                             | Friedrichshain 2 |

### Wahlkreisverband Pankow
| Wahlkreis | Gebiet | Wahlkreise 1999   |
| --------- | --- | ----------------- |
| Pankow 1  | Blankenfelde, Buchholz, Buch | Pankow 3          |
| Pankow 2  | Rosenthal, Wilhelmsruh und Niederschönhausen | Pankow 2          |
| Pankow 3  | Pankow (südl. Teil) | Pankow 1          |
| Pankow 4  | Heinersdorf, Blankenburg, Karow | Weißensee 2       |
| Pankow 5  | Rennbahnstraße, Berliner Allee, Falkenberger Straße | Weißensee 1       |
| Pankow 6  | Esplanade, Berliner Straße, Wisbyer Straße, Bezirksgrenze nördlich der Ostseestraße, Greifswalder Straße, Erich-Weinert-Straße, Prenzlauer Allee, S-Bahntrasse bis Pappelallee, Pappelallee, Eberswalder Straße | Prenzlauer Berg 1 |
| Pankow 7  | Kreuzung Schönhauser Allee, Pappelallee, S-Bahntrasse bis Prenzlauer Allee, Prenzlauer Allee, Erich-Weinert-Straße, Greifswalder Straße, Gürtelstraße, Jüdischer Friedhof, KGA, Am Volkspark Prenzlauer Berg, Oderbruchstraße, Landsberger Allee bis S-Bahntrasse, S-Bahntrasse bis Eldenaer Straße, Eldenaer Straße, Thaerstraße, Hausburgstraße, Landsberger Allee, Danziger Straße, Kreuzung Schönhauser Allee | Prenzlauer Berg 2 |
| Pankow 8  | Eberswalder Straße, Danziger Straße, Margarete-Sommer-Straße, Virchowstraße, Am Friedrichshain, Otto-Braun-Straße, Mollstraße, Torstraße, Gormannstraße, Choriner Straße, Schwedter Straße, Eberswalder Straße | Prenzlauer Berg 3 |

### Wahlkreisverband Charlottenburg-Wilmersdorf
| Wahlkreis                    | Gebiet                                                                            | Wahlkreise 1999  |
| ---------------------------- | --------------------------------------------------------------------------------- | ---------------- |
| Charlottenburg-Wilmersdorf 1 | Charlottenburg-Nord, Mierendorffplatz, Rathaus                                    | Charlottenburg 1 |
| Charlottenburg-Wilmersdorf 2 | Olympiastadion, Westend, Schloss Charlottenburg, Eichkamp                         | Charlottenburg 3 |
| Charlottenburg-Wilmersdorf 3 | Schloßstraße, Lietzensee, Adenauerplatz                                           | Charlottenburg 4 |
| Charlottenburg-Wilmersdorf 4 | Deutsche Oper, Ernst-Reuter-Platz, Kurfürstendamm                                 | Charlottenburg 2 |
| Charlottenburg-Wilmersdorf 5 | Grunewaldsee, Halensee, Preußenpark, Hohenzollerndamm                             | Wilmersdorf 1    |
| Charlottenburg-Wilmersdorf 6 | Ludwigkirchplatz, Prager Platz, Bundesplatz, Volkspark                            | Wilmersdorf 2    |
| Charlottenburg-Wilmersdorf 7 | Krematorium Wilmersdorf, Rüdesheimer Platz, Berkaer Platz, Eisstadion Wilmersdorf | Wilmersdorf 3    |

### Wahlkreisverband Spandau
| Wahlkreis | Gebiet                                                              | Wahlkreise 1999 |
| --------- | ------------------------------------------------------------------- | --------------- |
| Spandau 1 | Hakenfelde, Falkenhagener Feld (nördl. Teil)                        | Spandau 1       |
| Spandau 2 | Neustadt, Altstadt Spandau, Klosterfelde                            | Spandau 2       |
| Spandau 3 | Wilhelmstadt (nördl. Teil), Tiefwerder, Haselhorst und Siemensstadt | Spandau 3       |
| Spandau 4 | Staaken und Falkenhagener Feld (südl. Teil)                         | Spandau 4       |
| Spandau 5 | Wilhelmstadt (südl. Teil) mit Pichelsdorf, Gatow und Kladow         | Spandau 5       |

### Wahlkreisverband Steglitz-Zehlendorf
| Wahlkreis             | Gebiet                                                                            | Wahlkreise 1999 |
| --------------------- | --------------------------------------------------------------------------------- | --------------- |
| Steglitz-Zehlendorf 1 | Schloßstraße, Botanischer Garten                                                  | Steglitz 1      |
| Steglitz-Zehlendorf 2 | Stadtpark Steglitz, Albrechtstraße, Steglitzer Damm, Friedhof Steglitz Bergstraße | Steglitz 2      |
| Steglitz-Zehlendorf 3 | Goerzallee, Hindenburgdamm, Augustaplatz                                          | Steglitz 3      |
| Steglitz-Zehlendorf 4 | Hildburghauser Straße, Thermometer-Siedlung                                       | Steglitz 4      |
| Steglitz-Zehlendorf 5 | Alt-Lankwitz, Komponistenviertel, Leonorenstraße                                  | Steglitz 5      |
| Steglitz-Zehlendorf 6 | Dahlem, Zehlendorf-Mitte, Zehlendorf-Süd                                          | Zehlendorf 1    |
| Steglitz-Zehlendorf 7 | Wannsee, Nikolassee und Berlin-Zehlendorf (westl. Teil)                           | Zehlendorf 2    |

### Wahlkreisverband Tempelhof-Schöneberg
| Wahlkreis              | Gebiet                                                                  | Wahlkreise 1999 |
| ---------------------- | ----------------------------------------------------------------------- | --------------- |
| Tempelhof-Schöneberg 1 | Schöneberg mit Wittenbergplatz, Bayerischer Platz bis Innsbrucker Platz | Schöneberg 1    |
| Tempelhof-Schöneberg 2 | Dennewitzplatz, Kleistpark, die „Insel“                                 | Schöneberg 2    |
| Tempelhof-Schöneberg 3 | Friedenau bis Siedlung Lindenhof                                        | Schöneberg 3    |
| Tempelhof-Schöneberg 4 | Tempelhof außer Tempelhof-Südwest                                       | Tempelhof 1     |
| Tempelhof-Schöneberg 5 | Tempelhof-Südwest, Mariendorf außer Mariendorf-Südwest                  | Tempelhof 2     |
| Tempelhof-Schöneberg 6 | Marienfelde, Mariendorf-Südwest, Lichtenrade-Nordwest                   | Tempelhof 3     |
| Tempelhof-Schöneberg 7 | Lichtenrade außer Lichtenrade-Nordwest                                  | Tempelhof 4     |

### Wahlkreisverband Neukölln
| Wahlkreis  | Gebiet                                                                                           | Wahlkreise 1999 |
| ---------- | ------------------------------------------------------------------------------------------------ | --------------- |
| Neukölln 1 | Ortsteil Neukölln (nordöstl. Teil) mit Maybachufer, Sonnenallee, Saalestraße                     | Neukölln 1      |
| Neukölln 2 | Ortsteil Neukölln (nordwestl. Teil) mit Hermannstraße, Siegfriedstraße, Richardstraße            | Neukölln 2      |
| Neukölln 3 | Ortsteil Neukölln Silbersteinstraße, Lahnstraße, Neuköllnische Allee, Gradestraße, Blaschkoallee | Neukölln 3      |
| Neukölln 4 | Buckower Damm, Grüner Weg, Stuthirtenweg, Ringslebenstraße                                       | Neukölln 4      |
| Neukölln 5 | Rudower Straße, Kölner Damm, Gropiusstadt                                                        | Neukölln 5      |
| Neukölln 6 | Zwickauer Damm, Stubenrauchstraße, Waltersdorfer Chaussee, Waldstraße                            | Neukölln 6      |

### Wahlkreisverband Treptow-Köpenick
| Wahlkreis          | Gebiet | Wahlkreise 1999 |
| ------------------ | --- | --------------- |
| Treptow-Köpenick 1 | Treptow, Plänterwald und Baumschulenweg                                                                         | Treptow 1       |
| Treptow-Köpenick 2 | Niederschöneweide und Johannisthal, nördlich der Dörpfeldstraße gelegene Teilgebiete von Adlershof              | Treptow 2       |
| Treptow-Köpenick 3 | Altglienicke, Bohnsdorf, südöstlich der Dörpfeldstraße gelegene Teilgebiete von Adlershof                       | Treptow 3       |
| Treptow-Köpenick 4 | Oberschöneweide, Spindlersfeld, Köllnische Vorstadt, Schmöckwitz, Grünau, Karolinenhof, Rauchfangswerder        | Köpenick 1      |
| Treptow-Köpenick 5 | Dammvorstadt, Köpenick (nördl. Teil), Friedrichshagen, Hirschgarten                                             | Köpenick 2      |
| Treptow-Köpenick 6 | Rahnsdorf, Wilhelmshagen, Hessenwinkel, Müggelheim, Wendenschloss, Kietzer Feld, Allend I, Allende II, Altstadt | Köpenick 3      |

### Wahlkreisverband Marzahn-Hellersdorf
| Wahlkreis             | Gebiet                                                                               | Wahlkreise 1999 |
| --------------------- | ------------------------------------------------------------------------------------ | --------------- |
| Marzahn-Hellersdorf 1 | Marzahn-West, Marzahn-Nord, Wuhletalstraße                                           | Marzahn 1       |
| Marzahn-Hellersdorf 2 | Schleusinger Straße, Ahrensfelder Berg, Raoul-Wallenberg-Straße                      | Marzahn 2       |
| Marzahn-Hellersdorf 3 | Marzahner Promenade, Alt-Marzahn, Gewerbegebiet, Landsberger Tor, Ringelnatzsiedlung | Marzahn 3       |
| Marzahn-Hellersdorf 4 | Biesdorf-Nord, Biesdorf-Süd, Marzahner Chaussee, Marchwitzastraße                    | Marzahn 4       |
| Marzahn-Hellersdorf 5 | Kaulsdorf, Mahlsdorf                                                                 | Hellersdorf 1   |
| Marzahn-Hellersdorf 6 | Wuhletal, Teterower Ring, Hellersdorf                                                | Hellersdorf 2   |
| Marzahn-Hellersdorf 7 | Zossener Straße, Stadtteilzentrum, Hönow-West                                        | Hellersdorf 3   |

### Wahlkreisverband Lichtenberg
| Wahlkreis     | Gebiet | Wahlkreise 1999    |
| ------------- | --- | ------------------ |
| Lichtenberg 1 | Stadtpark, Städtischer Friedhof, Frankfurter Allee, Nöldnerplatz, Möllendorffstraße                                                                 | Lichtenberg 1      |
| Lichtenberg 2 | Oderbruchstraße, Weißenseer Weg, Landsberger Allee, Krankenhaus E. Herzberge, Rhinstraße, Storkower Straße                                          | Lichtenberg 2      |
| Lichtenberg 3 | Gensinger Straße, Tierpark, Friedrichsfelde, Rummelsburg                                                                                            | Lichtenberg 3      |
| Lichtenberg 4 | Friedhof Karlshorst, Trabrennbahn Karlshorst, Rummelsburger Landstraße, Betriebsbahnhof Rummelsburg                                                 | Lichtenberg 4      |
| Lichtenberg 5 | Wartenberg, Margarethenhöhe, Fernbahntrasse, Falkenberger Chaussee, Falkenberg                                                                      | Hohenschönhausen 1 |
| Lichtenberg 6 | Malchow, Fernbahntrasse, Gehrenseestraße, Niehofer Straße, Am Faulen See                                                                            | Hohenschönhausen 2 |
| Lichtenberg 7 | Orankeweg, Orankestrand, Suermondtstraße, Niehofer Straße, Gehrenseestraße, Fernbahntrasse, Landsberger Allee, Weißenseer Weg, Indira-Gandhi-Straße | Hohenschönhausen 3 |

### Wahlkreisverband Reinickendorf
| Wahlkreis       | Gebiet                                                                             | Wahlkreise 1999 |
| --------------- | ---------------------------------------------------------------------------------- | --------------- |
| Reinickendorf 1 | Reinickendorf/Ost, Reinickendorf/West (teilweise)                                  | Reinickendorf 1 |
| Reinickendorf 2 | Reinickendorf/West, Tegel-Süd (teilweise), Wittenau (teilweise), Mäckeritzwiesen   | Reinickendorf 2 |
| Reinickendorf 3 | Heiligensee, Konradshöhe, Tegelort, Tegel (teilw.), Tegel-Süd (teilw.), Saatwinkel | Reinickendorf 3 |
| Reinickendorf 4 | Wittenau, Waidmannslust, Borsigwalde, Tegel (teilw.)                               | Reinickendorf 4 |
| Reinickendorf 5 | Märkisches Viertel und Lübars                                                      | Reinickendorf 5 |
| Reinickendorf 6 | Frohnau, Hermsdorf die Siedlung Freie Scholle                                      | Reinickendorf 6 |